# 青山吉次
青山吉次（1542年—1612年）是日本戰國時代至江戶時代初期的武將。前田氏家臣。父親是青山信昌。加賀藩青山家的家祖。

## 生平
在天文11年（1542年）於尾張國出生。在15歲時仕於織田信長，之後仕於前田利家，迎長壽院（前田利長的養女）為正室。
天正3年（1575年），以「越前府中二十一人眾」之一的身份，因為功績而被賜予1千石。天正11年（1583年），在賤岳之戰中投向前田利長一方並立下功績，加增2千石。此後亦在末森城之戰和八王子城的合戰等戰事中跟隨利家従軍，擔任越中國城生城的守將，後來成為魚津城城主，被賜予1萬7千石。
在文祿慶長之役中，跟隨利家前往肥前國。慶長3年（1598年），成為從五位下佐渡守。慶長5年（1600年），在大聖寺城之戰中負責守備金澤城。在慶長17年（1612年）6月於魚津死去。享年70歲。墓所在富山縣魚津市天神山。
繼室（山崎長德的女兒）誕下的次男庄兵衛的次男（即山崎長德的曾外孫）成為長德的養子，並建立大聖寺藩藩士山崎權丞家。